# Restauração Meiji

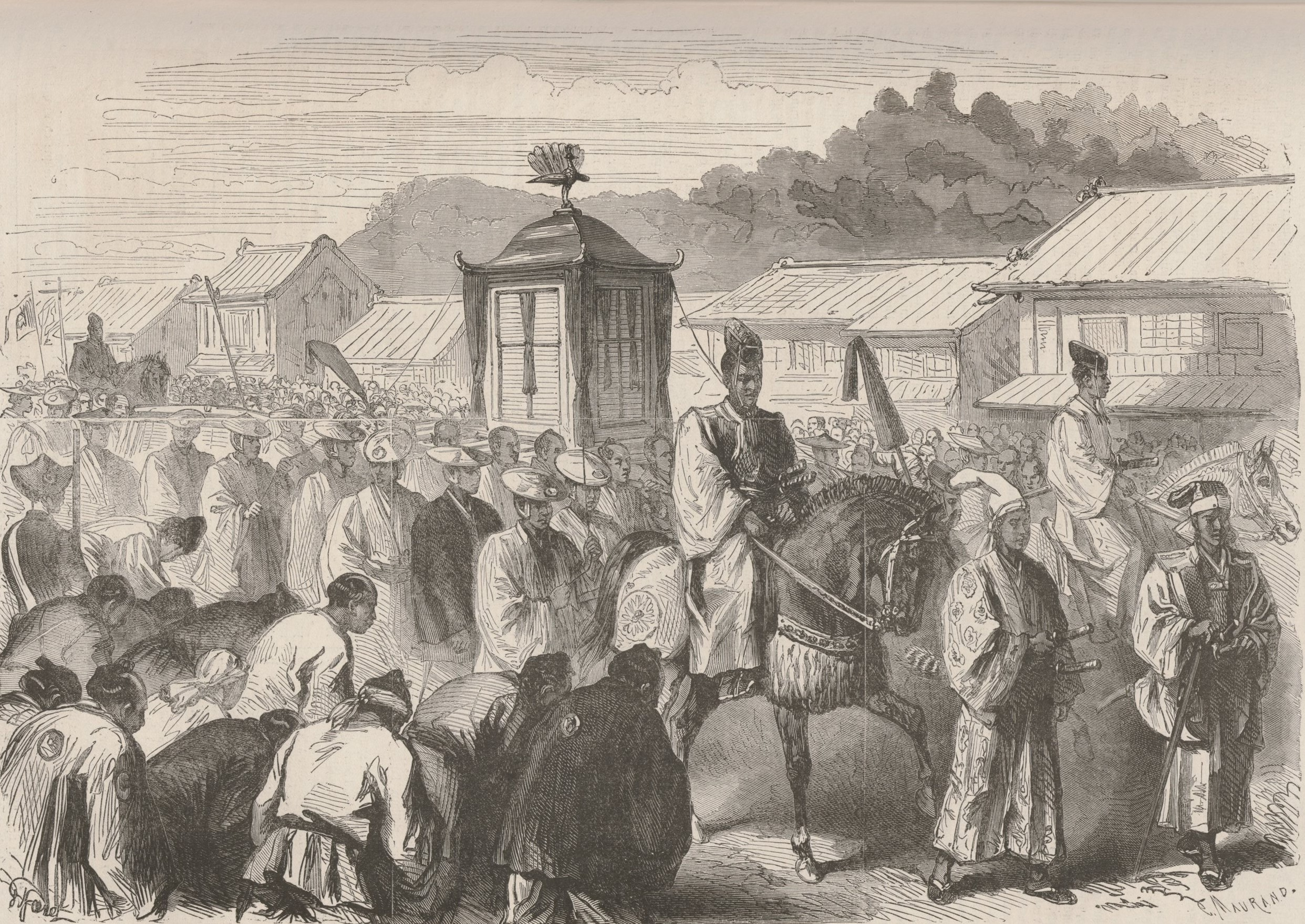
Visita real do Imperador Meiji à Tóquio.

A Restauração Meiji (明治維新, Meiji Ishin) (também conhecida como Meiji Ishin, Revolução Meiji, ou simplesmente como Renovação), foi a derrubada do Xogunato Tokugawa. Refere-se a uma série de transformações do regime teocrático do governo do Imperador Meiji. As mudanças se deram nas áreas do governo, instituição, educação, economia, religião, entre outros. A restauração transformou o Império do Japão na primeira nação asiática com um moderno sistema de nação-estado. A Restauração Meiji também marca a mudança na história do Japão do Período Edo para o Período Meiji.

## Antecedentes
A Revolução Meiji se originou do movimento de resistência contra a expansão econômica e militar das potências ocidentais, simbolizada pela chegada dos barcos negros no século XV. Desde a Guerra do Ópio, em meio a uma onda de imperialismo na Europa e na América com a Ásia Oriental, o meio escolhido pelo recém formado governo Tokugawa para manter o novo quadro político foi o isolamento. Porém, governo da família Tokugawa não impôs melhorias ao Japão, visto que, sem as rotas comerciais, os avanços tecnológicos mundiais não chegaram ao arquipélago. Isso causou um descontentamento por parte da população. O governo era liderado pelo xogum e a figura do Imperador perdeu sua força durante o Xogunato Tokugawa.
O movimento xenófobo, muito comum no Japão, dizia que o país deveria recusar o contato com os estrangeiros. Isso por muito tempo motivou a população a aceitar a política dos portos fechados para o comércio com o resto do mundo. Porém, uma parte da elite imperial japonesa estava insatisfeita com a situação em que o Japão havia chegado. Os estudiosos começaram a expor a ideia da devoção ao Imperador, que até então aparecia apenas como uma figura representativa da história japonesa. Segundo a mitologia japonesa, o Imperador é descendente direto dos deuses e, portanto, o povo deve louvá-lo. Os estudiosos diziam que, como o Imperador era uma figura quase divina, não havia motivos para o governo militar administrar o Japão.
Paralelamente a essa ideia, o governo Tokugawa continuava com as reformas, visando melhorar a situação econômica do país, mas sem nenhum resultado. Assim, enquanto o Japão entrava em uma profunda crise, com o seu governo já sem prestígio, o ideal da restauração do poder imperial se tornava cada vez mais forte, se alastrando por todo o arquipélago. Além disso, cada vez mais navios estrangeiros apareciam na costa do Japão. Eles procuravam negociar a abertura dos portos e vinham principalmente dos Estados Unidos.
Enquanto isso, o movimento da Restauração Imperial continuava se expandindo. Porém, o ideal de que o Japão não deve se relacionar com os estrangeiros era mantido pelos líderes do movimento. Um outro grupo apoiava a abertura dos portos, mas também apoiava a volta do governo imperial. O líder desse grupo era Yoshida Shōin, um grande influenciador ideológico entre os revolucionários.
Em 1840, com Guerra do Ópio, entre a Inglaterra e a China, a nação asiática se viu forçada a abrir seus portos para o comércio. Nesse período, os ingleses voltaram seus olhos para o Japão, mas não fizeram nada por causa da guerra. Os Estados Unidos, uma potência emergente, também se interessaram pelos mercados do Pacífico e, em 1851, o comodoro norte-americano Matthew Calbraith Perry foi ao Japão para levar uma proposta ao governo japonês. Temendo futuros problemas com os norte-americanos, o governo se viu obrigado a aceitar o acordo e, em 1854, o Japão abria seus portos para o comércio com o mundo.
O responsável pelas conversas com os norte-americanos era Ii Naosuke. Com os portos abertos, o Japão poderia participar do comércio internacional, mas, devido aos séculos de sakoku, a produção interna era escassa e as importações superavam as exportações. Para combater isso, Ii ordenou um desvio de ouro e prata da nação para ajudar o comércio. Isso causou uma grave crise interna. Ii passou a ser odiado pela elite feudal e, em 1860, ele foi assassinado por um grupo de samurais, vassalos de alguns senhores feudais. Este fato aumentou o descontentamento da população para com o governo da família Tokugawa.
A população, que até antes nunca havia pensado em derrubar a família Tokugawa, já estava pobre e a morte de Ii Naosuke foi o estopim para uma rebelião. Os movimentos da restauração imperial se tornaram fortes na região de Yamaguchi e o governo se viu obrigado a enviar tropas para acalmar a situação. Paralelamente, em Kagoshima, um grupo de ingleses foi atacado e, em Yamaguchi, um navio estrangeiro também foi atacado. Esses incidentes fizeram com que, em 1863, o Reino Unido bombardeassem Kagoshima e, no mesmo ano, outras potências invadiram Yamaguchi.
Até então, a prioridade da população era expulsar os estrangeiros do arquipélago, mas devido aos ataques, o fraco poderio bélico japonês ficou evidente, e o foco da população se tornou a restauração política.

### Correntes ideológicas
A partir do último quartel do século XVIII, observou-se um renascimento do xintoísmo, acompanhado por um crescente interesse nos estudos holandeses (rangaku). Tanto o renascimento do xintoísmo quanto o interesse pelos estudos holandeses indicavam um distanciamento da centralidade da China no pensamento intelectual japonês. Mesmo promovendo novas abordagens, os participantes desses círculos intelectuais não buscaram romper com a estrutura política estabelecida.
A Escola de Mito, com sede principal no Kōdōkan, teve papel central no desenvolvimento de conceitos nativistas associados ao kokugaku (aprendizado nacional). Contudo, havia limites para a aceitação dessas ideias: quando Hirata Atsutane foi considerado excessivamente ousado por reavivar reivindicações políticas em nome do imperador, foi silenciado pelo xogunato.
Apesar disso, os estudos da Escola de Mito continuaram. Um exemplo foi o uso do termo fukoku kyōhei ("país rico, exército forte") pelo erudito Fujita Yūkoku, como proposta para enfrentar ameaças internas e externas. Seu filho, Fujita Tōko, escrevendo após a vitória britânica na Primeira Guerra do Ópio, defendeu que a postura ideal do Japão seria iniciar com a política do jōi (expulsar os bárbaros), seguida da kaikoku (abertura do país em condições de igualdade). A percepção do perigo estrangeiro iminente levou estudiosos do kokugaku a reavaliar os fundamentos da identidade nacional, redirecionando o foco para o Imperador e o xintoísmo.

#### Sakuma Shōzan e seus discípulos
Sakuma Shōzan foi um samurai de patente intermediária, vassalo do daimyō Sanada Yukinori, do Domínio de Matsushiro. Conservador em relação à ordem social japonesa, adotava, no entanto, uma postura pragmática quanto à incorporação de tecnologias ocidentais. Procurou integrar a ética neoconfucionista com métodos científicos europeus, cunhando a expressão "ética oriental, ciência ocidental" (tōyō dōtoku, seiyō gakugei).
Além de escrever sobre defesa costeira, Sakuma supervisionou a fundição de canhões, construiu uma câmera fotográfica e redigiu um dicionário japonês-inglês com o objetivo de contribuir para a segurança do país. Fundou uma escola em Edo, onde ensinou mais de cinco mil alunos de diversas regiões do Japão. Seus esforços para promover talentos — exclusivamente da classe samurai — e reorganizar as forças armadas exerceram grande influência sobre seus discípulos, especialmente Katsu Kaishū e Yoshida Shōin. Embora Sakuma buscasse preservar a estrutura social existente, suas ideias acabaram por inspirar reformas que a modificaram profundamente.

## A Guerra Boshin
Em janeiro de 1868, iniciou-se um período de guerra civil, conhecido como Guerra Boshin ("Guerra do Ano do Dragão"), com a batalha de Toba Fushimi na qual um exército liderado pelas forças de Choshu e Satsuma derrotaram o exército do xogum e forçaram o Imperador a despir Yoshinobu de qualquer poder que lhe restava. O conflito terminou no início de 1869 com o cerco de Hakodate Hokkaido. A derrota dos exércitos do antigo xogum (que contava com líderes como Ôtori Keisuke, Enomoto Takeaki e Hijikata Toshizō) marcou o fim da Restauração Meiji, tendo cessado todos os desafios ao Imperador e ao seu governo.
Algumas forças do xogunato escaparam para Hokkaido, onde tentaram estabelecer uma república separatista, a República de Ezo - no entanto, as forças leais ao Imperador frustraram esta tentativa de maio de 1869 com a Batalha de Hakodate em Hokkaido. A derrota dos exércitos do antigo xogum (liderada por Enomoto Takeaki e Hijikata Toshizō) marcou o fim definitivo do xogunato Tokugawa; com o poder do imperador totalmente restaurado.
Os líderes da Restauração Meiji, como a revolução veio a ser conhecida, clamam que suas ações restauraram o poder do Imperador. Isso não é inteiramente verdadeiro. O poder simplesmente deslocou-se do xogunato Tokugawa para uma nova oligarquia dos daimyo que o derrotaram. Essas oligarquias eram em sua maioria, dos feudos de Satsuma (Okubo Toshimichi e Saigo Takamori), e de Choshu (Ito Hirobumi, Yamagata Aritomo, e Kido Koin/Kido Takayoshi/Katsura Kogoro).

## Efeitos

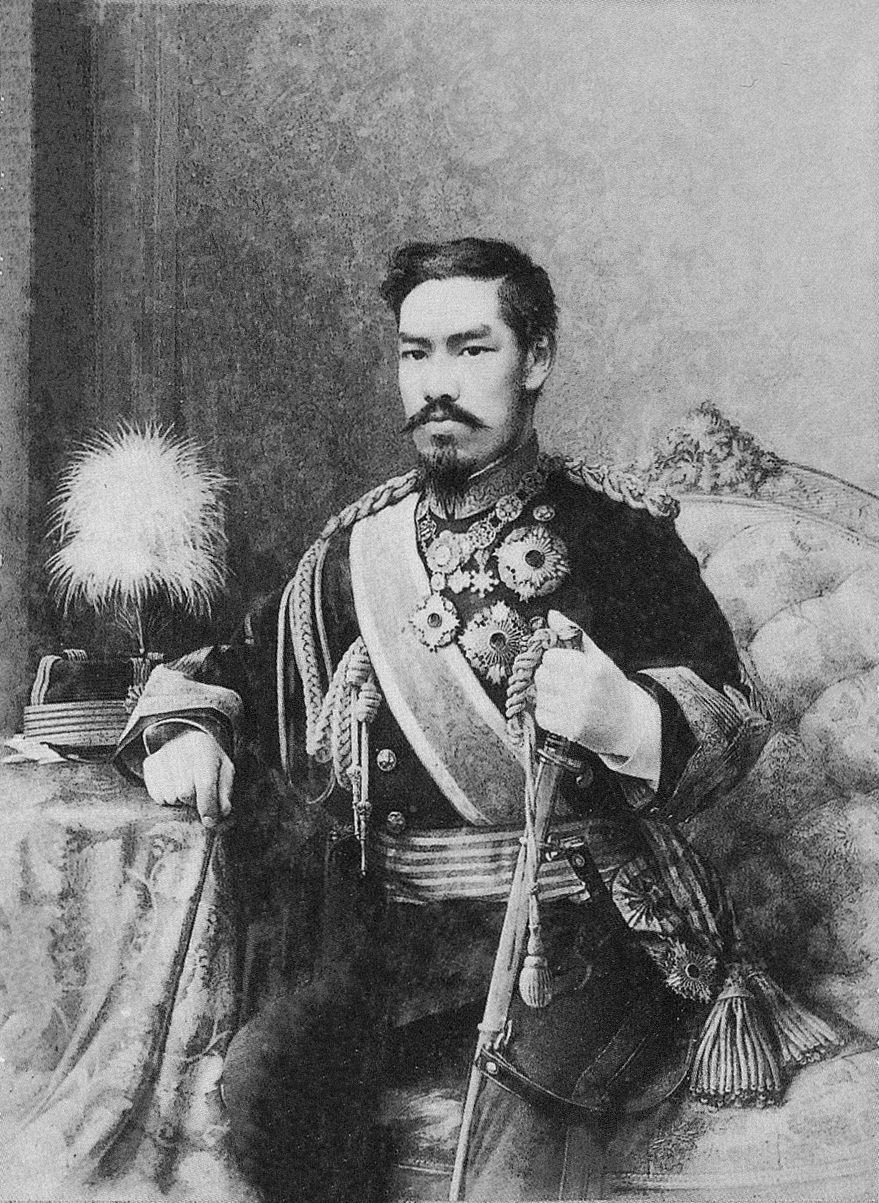
Imperador Meiji em fotografia de Edoardo Chiossone.

A Restauração Meiji acelerou a industrialização no Japão, o que levou à sua ascensão como uma autoridade militar até o ano de 1905, sob o lema de "Enriqueça o país, fortaleça as forças armadas" (富国强兵, fukoku kyōhei).
A oligarquia Meiji, que formou o governo sob a autoridade do imperador introduziu medidas para consolidar o seu poder contra os remanescentes do governo do período Edo, o xogunato, daimyo e a classe samurai.
Em 1868, todas as terras dos Tokugawa foram confiscadas e colocados sob "controle imperial", colocando-os sob a prerrogativa do novo governo Meiji. Em 1869, o daimyo da Tosa, Hizen, Satsuma e domínio Choshus, que estavam empurrando mais ferozmente contra o xogunato, foram persuadidas a "devolver os seus domínios para o Imperador". Outros foram posteriormente convencidos a fazê-lo, criando, assim, pela primeira vez, um governo central do Japão, que exercia o poder direto através de todo o reino.(天下).
Finalmente, em 1871, os daimyo, passados e presentes, foram convocados antes do Imperador, onde foi declarado que todos os domínios passariam a ser devolvidos ao Imperador. Os cerca de 300 domínios (HAN) foram transformadas em prefeituras, cada um sob o controle de um governante nomeado pelo Estado. Em 1888, várias prefeituras foram fundidas em várias etapas para reduzir o seu número para 75. Para o daimyo foram prometidas 10% dos seus rendimentos associadas aos feudos. Mais tarde, as suas dívidas e pagamentos dos salários dos samurais deviam ser assumidas pelo Estado.
Os oligarcas também tentaram abolir as quatro divisões da sociedade.
Em todo o Japão naquele momento, possuíam 1,9 milhões de samurais (10 vezes o tamanho da classe privilegiada francesa antes de Revolução Francesa, ocorrida cerca de 90 anos antes. Além disso, os samurais no Japão, não eram meramente os senhores, mas eles retinham um dos mais altos status sociais dos que trabalhavam) Com cada samurai sendo pago com soldos fixos, sua manutenção apresentou uma tremenda carga financeira, que possam ter levado os oligarcas a agir. Independentemente das suas verdadeiras intenções, os oligarcas embarcou em outro processo lento e deliberado de abolir a classe samurai. Primeiro, em 1873, foi anunciado que os soldos dos samurais estavam a ser tributados. Mais tarde, em 1874, o samurai foi dada a opção de converter seus salários em títulos do governo. Finalmente, em 1876, esta comutação foi tornada obrigatória.
Para reformar o setor militar, o governo instituiu o alistamento de âmbito nacional em 1873, determinando que todos os homens que sirvam nas Forças Armadas aos 21 anos por quatro anos, seguido por mais três anos na reserva. Uma das principais diferenças entre o samurai e classe camponesa foi o direito de portar armas, esse privilégio antigo foi subitamente alargado a todos os homens da nação. Além disso, os samurais já não eram autorizados a andar pela cidade carregando uma espada ou arma para mostrar seu status como em épocas anteriores.
Isto levou a uma série de revoltas de samurais descontentes. Uma das principais revoltas foi o liderado por Saigo Takamori, a Rebelião de Satsuma, que eventualmente se transformou em uma guerra civil. Essa rebelião pretendia, contudo, derrubar rapidamente, o recém-formado Exército Imperial Japonês, treinados em armas e táticas ocidentais, embora o núcleo do novo exército era a força policial de Tóquio, que foi em grande parte composta de samurais. Este enviou uma mensagem forte para os samurais dissidentes que seu tempo estava realmente acima. Havia poucos samurais nas revoltas subsequentes e a distinção tornou-se todos, mas um nome como o samurai aderiram à nova sociedade. O espírito ideal do samurai vivia de forma romantizada e foi muitas vezes usado como propaganda antecipada durante as guerras do século XX do Império do Japão.
É pouco assunto de se falar do samurai da época moderna. Já que ele não existe como classe, desde 1872 com a declaração da restauração de Meiji. Mas na prática, sua influência continua forte na vida nacional do Japão. Durante o contexto histórico, o governo Meiji consegue quebrar, com notável eficiência e rapidez, a divisão feudal de classes. Em curtos anos, elimina a hierarquia legal existente dentro da classe samurai trazendo de volta o imperador ao poder. Nessa fase, a elite dirigente do país continua a ser formada em grande parte por elementos da extinta classe samuraica. Lembrando que a grande maioria dos samurais da época da reforma se destacando na liderança de governo como nas forças armadas, empresas, burocracias oficiais e acabando se engrossando na massa do povo comum. Durante a introdução de modernos armamentos, inclusive armas de fogo havendo uma distorção do tradicional e autêntico espírito samurai, levando as forças armadas japonesas a guerras de expressão imperialista, nas quais praticaram atrocidades condenáveis, não condizentes com o bushidô. Principalmente afetando profundamente o posicionamento psicológico dos samurais e seus descendentes. A arma de fogo se iguala á todos os combatentes, sejam eles ex-samurais ou camponeses convocados para servir a pátria. Com a modernização do exército e da marinha de guerra, o ex-samurais sofreu um profundo golpe psicológico, resultante não só da perda de seus status como contratação prática, mas que agora em diante ele é soldado igual ao conscrito oriundo do campo ou da cidade, pertencendo a classes que há pouco tempo eram consideradas inferiores.
No entanto, a maioria dos samurais estavam satisfeitos, apesar de ter o seu estatuto abolido. Muitos encontraram emprego na burocracia do governo, que se assemelhou a uma elite em sua própria direita. O samurai, sendo educado melhor do que a maioria da população, tornaram-se professores, fabricantes de armas, oficiais do governo ou oficiais militares. Embora o título formal do samurai tivesse sido abolida, o status social que caracterizou a classe samurai ainda resistia.
Os oligarcas também embarcaram em uma série de reformas agrárias. Em particular, legitimou o sistema de arrendamento que foram acontecendo durante o período Tokugawa. Apesar dos melhores esforços do bakufu no sentido de congelar as quatro classes da sociedade local, os aldeões durante o governo começaram a arrendar terras para outros agricultores de fora, tornando-se rica no processo. Isso perturbou o sistema de classes claramente definidas que o bakufu tinha previsto, em parte, levando a sua eventual queda.
Além de mudanças drásticas na estrutura social do Japão, em uma tentativa de criar um Estado forte e centralizado que definem sua identidade nacional, o governo estabeleceu um dialeto dominante nacional, que passa dialetos locais e regionais chamado hyojungo, que foi baseado em padrões da classe samurai de Tóquio que acabou por se tornar a norma nos domínios da educação, mídia, governo e empresas.

### O crescimento industrial japonês
A rápida industrialização e modernização do Japão, permitiu e requereu um enorme aumento na produção e na infraestrutura. O Japão construiu indústrias, tais como estaleiros, fundições de ferro, e fábricas de fiação, que eram depois vendidos a empresários. Consequentemente, as empresas nacionais se tornaram consumidoras de tecnologia ocidental e aplicou isso para produzir itens que seriam vendidos a preços baixos no mercado internacional. Com isso, as zonas industriais cresceram enormemente, e não houve migração em massa do campo para os centros de industrialização. A industrialização além disso era paralela com o desenvolvimento de um sistema ferroviário e comunicações modernas, integrando o país.

## Líderes
Esses foram os líderes quando o Imperador Japonês retomou o poder dos xoguns Tokugawa. Alguns deles tornaram-se Primeiro Ministro do país:
- Okubo Toshimichi (1830-1878)
- Kido Takayoshi (1833-1877)
- Saigo Takamori (1827-1877)
- Iwakura Tomomi (1825-1883)
- Ito Hirobumi (1841-1909)
- Kuroda Kiyotaka (1840-1900)
- Matsukata Masayoshi (1835-1924)
- Oyama Iwao (1842-1916)
- Saigo Tsugumichi (1843-1902)
- Yamagata Aritomo (1838-1922)
- Inoue Kaoru (1836-1915)
- Saionji Kinmochi (1849-1940)